# ネールの塔事件

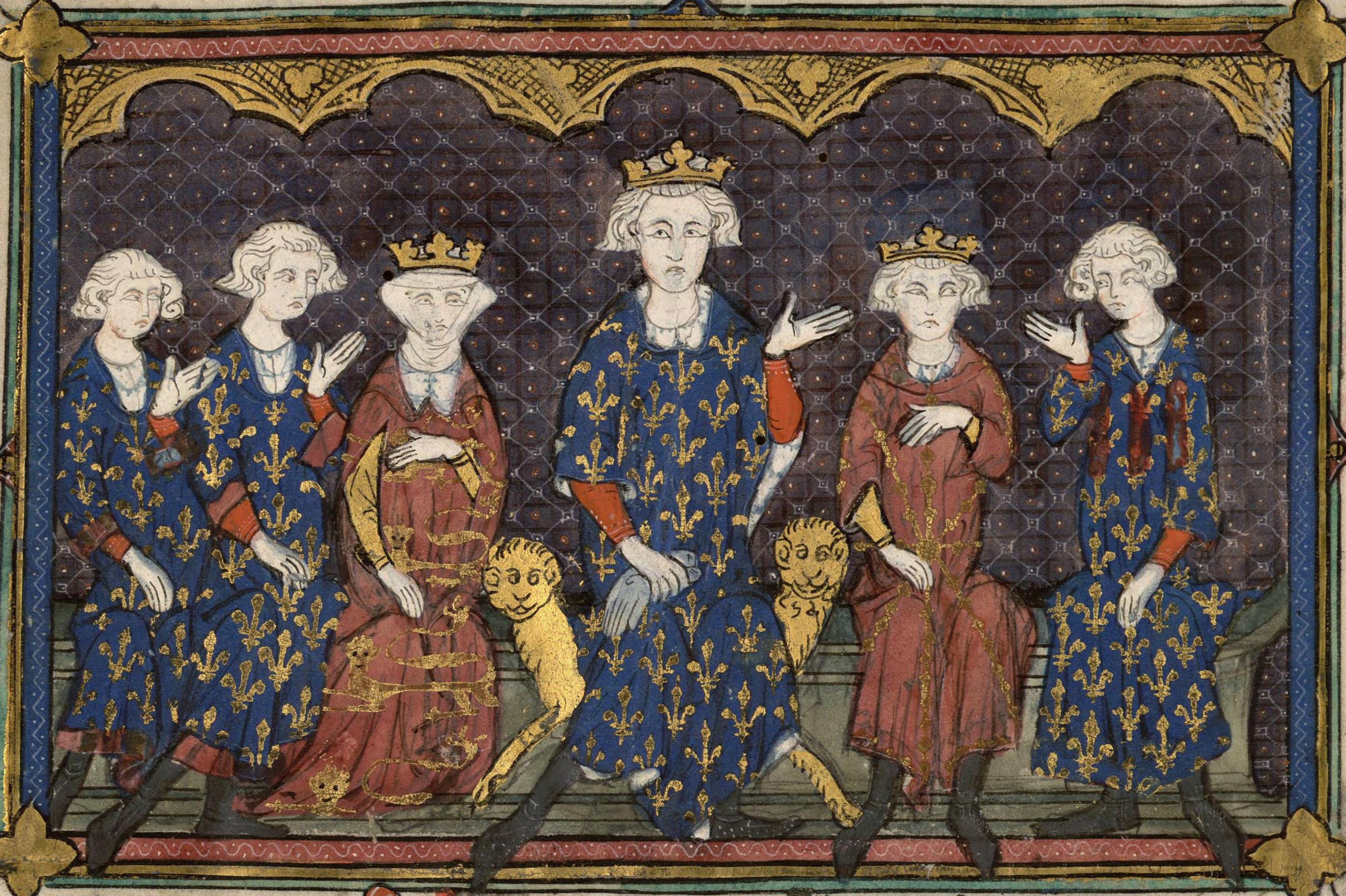
ネールの塔事件後にフィリップ４世が崩御した翌年、1315年に描かれた事件の主な関係者たち： フランス王フィリップ4世 （中央）とその家族：左から：フィリップ４世の王子シャルルとフィリップ 、王女イザベル、王太子ルイ、王弟ヴァロワ伯シャルル

ネールの塔事件（ネールのとうじけん）は、1314年にフランス王フィリップ4世の義理の娘に当たるマルグリット、ブランシュ、ジャンヌが姦通の罪で告発された事件である。フランス王室の不祥事であり、フィリップ4世の王女イザベルが父に密告したことが明確にされている。 
ネールの塔はパリにあり、不倫の逸話が伝わっていた。 
王太子・王子の妃達は拘禁刑に処され、その愛人であった騎士達は拷問に掛けられた後に処刑され、この不祥事は後のフランス王家に直系カペー家の断絶に至るほどの強い影響を及ぼした。

## 事件背景

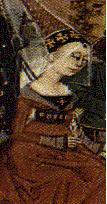
イザベラ・オブ・フランス（仏語名:イザベル・ド・フランス）パリ訪問の際、義姉達の姦通の噂を初めてフィリップ4世に報告した

本事件は、フランス王フィリップ4世ル・ベル（le Bel、端麗王）の治世末期に起きた。
フィリップ4世は寡黙かつ酷薄な性格をしており、その人柄を同時代のパミエ司教は「人でも動物でもなく、石像である」と表現し、当時の歴史家は「キリスト教の王威と名声を築き上げ、肉体における弱点をほとんど見せなかった」と記録している。   
フィリップ4世は治世中、フランス王家の権威と名声を築き、国家に新たな現金収入源となる産業を生み出し、さらに新たな政府機関を作り、戦争になれば国王自ら参戦し、時にはカトリック教会勢力に異論を唱え、絶対王政を目指し奔走した。  
しかし、政策には多額の投資が必要とされ、その都度、テンプル騎士団に融資を請い、結果的に1314年までの間に負債は膨れ上がり、フランス王国は財政難に陥り、国政はますます困難となった。 
フィリップ4世は、事件発覚直前に、フランス王国財政難の打開策として、融資を受けていたテンプル騎士団の裕福な財力に目を付け、彼らに濡れ衣を着せて異端審問に掛けて処刑し、騎士団の資産を没収し、フランス王家の借金帳消しにすることに尽力していた。 
さらに、本事件によりフランス王の地位は弱体化し、フィリップ4世には成人した王子が3人もいたにもかかわらず、カペー朝は断絶に至った。 
フィリップ4世には、亡き王妃でありナバラ女王のジャンヌ・ド・ナヴァールとの間にルイ、シャルル、フィリップという3人の王子がおり、当時の慣習に従い、3人とも政治的に有益な家の娘と政略結婚させた。 
当初、フィリップ4世は王太子でありナバラ王位を譲った長男ルイの妃にブルゴーニュ伯オトン4世の娘ジャンヌを迎えようと考えていたが、最終的には1305年、ブルゴーニュ公ロベール2世の娘マルグリットを王太子妃に選んだ。 
マルグリットの母アニェスは先々代フランス王ルイ9世の王女でフィリップ4世の叔母にあたり、マルグリットとフィリップ4世は嫁舅であると同時に祖父を同じくした従兄妹同士に当たる。
親族同士での婚姻により、一族の結束を固め権力拡大を図った。当初ルイの妃にする予定であったジャンヌは、次男フィリップと1307年に結婚させ、1308年にジャンヌの実妹ブランシュと三男シャルルを結婚させた。
3兄弟夫婦の結婚生活は個々多様であった。 
特に、長男ルイと妃マルグリットの結婚は、3兄弟の夫婦の中でも不幸なものであったとされ、ルイはスレンダーな体型で見目が良いが、押しが強い性格で「熱烈な曲線美」と称されていたマルグリットとは一緒に過ごしたがらず、ジュ・ド・ポームに熱中することを好んだとされている。 
対照的に次男フィリップは本事件における妻ジャンヌへの大変な寛容さで注目された。2人は短い間の夫婦生活でもうけた子どもの数も多く、フィリップは書面は定型化されてはいたものの、長年にわたって妻に多くの恋文を書いて送っていた。   
三男シャルルは兄弟の中でも比較的保守的な性格で「厳格で堅苦しい」もしくは「頑固」と評された人物ではあったが、ブランシュとはごく平凡な結婚生活を送っていた。   
一方、フィリップ4世は、1308年に娘イザベルをイングランド王エドワード2世と結婚させ、ガスコーニュとフランドルの統治権を巡った2国の対立問題による緊張の緩和を図った。 
王女イザベルの結婚は、夫エドワードと親友かつ男色関係であった寵臣コーンウォール伯ピアーズ・ギャヴィストンの存在により破綻し、イザベルは夫及びギャヴィストンと対立していた。 
イザベルは夫の廃位を画策し、実家であるフランス王家に助力を求め、彼女の父王を頻繁に訪ねた。

## 事件概要

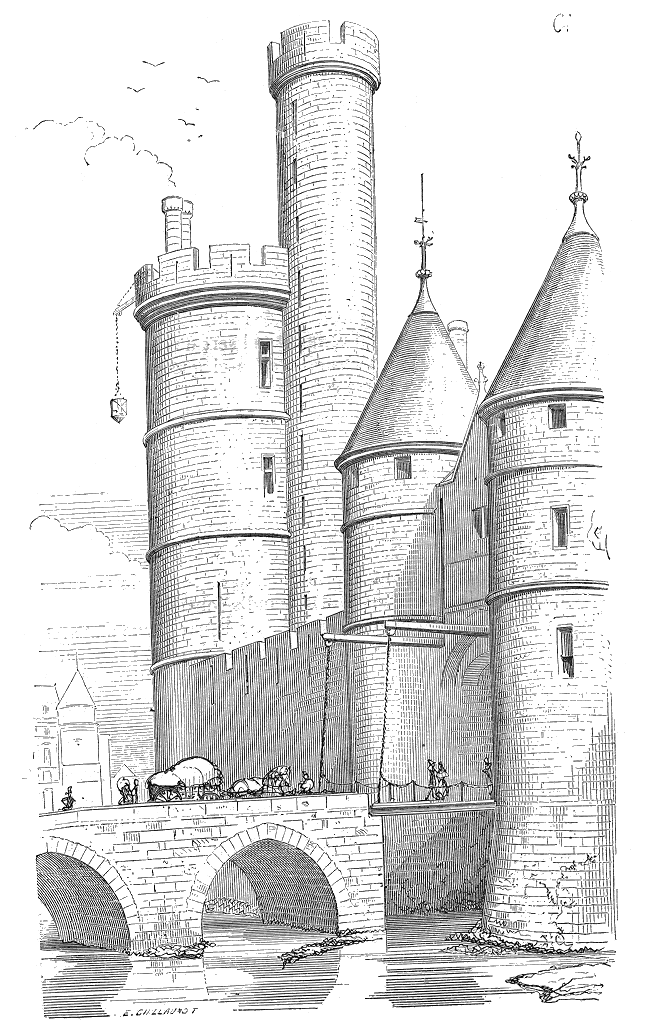
19世紀ウジェーヌ・ヴィオレ・ル・デュクにより再現されたネールの塔。多く不貞に使用されたとされる。

1313年の間にイングランド王妃イザベルが夫エドワード2世と共にフランスの父フィリップ4世のもとに里帰りした際、事件が明るみに出た。 
フランス王家滞在中、ルイとシャルルがイザベル夫婦含めたイングランドからの来客のために風刺人形劇を演じ、その後イザベルは兄夫婦達に新品の刺繍が施された巾着袋を贈った。  
その年の末、イザベルとエドワード2世は自分達夫婦のイングランドへの帰国を祝い、ロンドンで盛大な宴会を催した。 
その際、イザベルは自分が兄夫婦に贈ったはずの財布を2人のノルマンディー騎士の兄弟、ゴーティエ・ドネーとフィリップ ・ドネーが身に着けていることに気付き、彼らと義姉が不倫関係であるに違いないと推察し、1314年の次回にフランスを訪れた際父王にそのことを密告し、事件が起こったとされる。 
フィリップ4世はゴーティエとフィリップを一定期間監視下に置き拷問に掛ける等、厳しく取り調べ、ブランシュとマルグリットとネールの塔で飲食し、不貞に及んだことを白状させた。 
ネールの塔はセーヌ川のそばにあるパリの古い監視塔であり、1308年にフィリップ4世が買い取った。 
次男フィリップの妻ジャンヌは当初、義姉・実妹と2人の騎士の密会を知っており、事実隠蔽に協力していたが、事件発覚後、非難はさらに広がり、不貞の疑惑はジャンヌにまで向けられた。 
ほとんどの歴史家は、マルグリットとブランシュの不貞はほぼ真実であるとする傾向にあるが、イザベルが兄弟の配偶者を告発で廃することによって、当時産まれたばかりのイングランド王太子エドワードの将来のフランス王位継承を有利なものにするためとも考えられ、得られる政治的な利点があったため、一部の歴史家はこのように公に王家の妃達の不貞が裁かれたことに対して疑問を抱いている。 
しかし、他の歴史家達によれば、当時まだフィリップ4世の王子達は3人とも20歳代と若く、少なくとも1人が再婚し、今後数年間で相続人となる嫡男が産まれる確率は低くなかったため、これはありそうもない計画であると主張している。 
当時の年代記に、本事件は「フィリップ4世の寵臣であった侍従アンゲラン・ド・マリニーが、ドネー兄弟と王子の妃達へ濡れ衣を着せ、奸計に掛けた」と記述した者もおり、陰謀による冤罪とする説も存在する。  
ゴーティエ・ドネーとフィリップ・ドネーは当初、イングランドに逃亡しようとしたが、逮捕され、厳しい拷問・尋問を受けるに至り、フィリップ4世はイザベルからの告発された事件の概要を公表し、関係者全員を逮捕した。 
ドネー兄弟は妃達との不貞を自白し、不敬罪で有罪となった。マルグリットとブランシュはパリでの議会の前に裁判に掛けられ、不貞の罪で裁かれた。 
マルグリットとブランシュは終身刑を宣告された。 ジャンヌも議会の前に裁判にかけられたが、夫フィリップが懸命に弁護し、その結果、事実無根につき無罪放免となった。

## 事件による影響
マルグリットとブランシュ、2人の不貞の隠蔽を手伝ったジャンヌは「ネールの塔事件」により中世に姦淫の罪で有罪判決になった者の慣例に倣い剃髪され、黒い服を着させられ頭には黒い布を被り、さらに黒い布で覆われた馬車で運ばれガイヤール城に投獄され、共に有罪判決となった騎士ゴーティエとフィリップは拷問を受けた後、グレーヴ広場にて処刑され、殺された。 
ほとんどの歴史書で、ドネー兄弟は最初は去勢され、首吊り・内臓抉り・四つ裂きの刑に処されたが、それでも死なず、生きたまま皮剥ぎの刑に処された後、車裂きの刑・絞首刑になったことが記載され、一致している。 
事件が起きた1313年の年末にフィリップ4世は崩御しており、年老いた時分に義理の娘達の不祥事で受けた精神的なショックの強さが死期を早めたという見方もされている。 
イザベル自身の結婚は壊滅的な失敗に終わり、多くの歴史家は、1326年に彼女の愛人ロジャー・デ・モーティマーとイギリスで政権を掌握した後、1327年に夫エドワード2世を廃位に追い込んだと考えている。イザベルは時間の経過につれ、義姉達を獄死・追放に追い込んだ人物としてフランスの一部の人間から批判を受けるようになった。 
1314年にローマ教皇クレマン5世が死去し、1316年にヨハネス22世が選挙の間教皇庁で空白があったため、マルグリットとルイとの結婚は無効にできず、ガイヤール城の地下牢に投獄された。 
ルイはフィリップ4世の死後、王位を継承し、翌年1315年8月正式に戴冠しフランス王ルイ10世となった。マルグリットは夫の即位により、幽閉先でフランス王妃となったが、戴冠式4か月前に死去した。 
当時、王家の相続人の妻である女性の不貞は大罪であり、マルグリットは、ガイヤール城の天守閣の天辺にある四方に開かれた独房に入れられた。 
独房の寒さにより肺結核で亡くなったという説も唱えられているが、彼女の若さから、ルイ10世の再婚の障害となっていたため暗殺された可能性も高い。  
ルイはマルグリットとの死別5日後、ハンガリーの摂政カルロ・マルテッロ・ダンジョの娘クレマンス・ド・オングリーと再婚した。クレマンスはルイの叔父ヴァロワ伯シャルルの妻マルグリット・ダンジューの姪にも当たる。 
ルイ10世はジュ・ド・ポームの試合の後、冷えたワインの飲みすぎにより病に罹り、その翌年に死去した。 

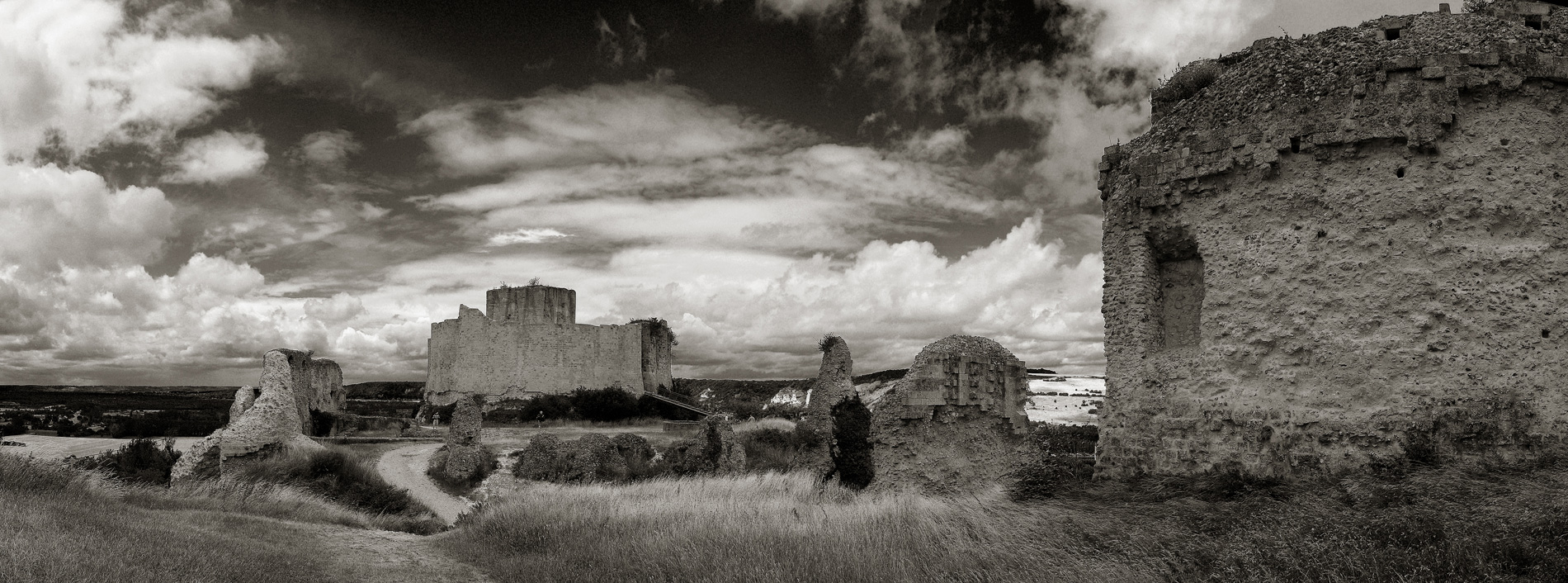
マルグリットとブランシュが1314年に姦通罪の判決が下った後に投獄されたガイヤール城の遺跡。

ジャンヌは、不貞の疑いを掛けられ、ドゥルダン城での監禁生活を強いられた。 
夫フィリップの必死の弁護により無罪判決が下ったが、釈放され自由の身になり、フランス宮廷に戻ったのは翌年のことであった。 
フィリップがジャンヌの弁護に尽力した理由は不明であるが、理由があるとすれば、フィリップがブルゴーニュ女伯ジャンヌと離婚した場合、結婚によって得たブルゴーニュ伯領の統治権を失う恐れがあったことが考えられる。しかし、もう一説によれば、フィリップはジャンヌを深く愛していたことが挙げられる。 
ルイ10世の死後、王太后クレマンスが産んだ男児ジャン1世が即位したが、数日後に死去し、ジャンヌは数年間夫フィリップの補佐を務めた。 
フィリップとの死別後、ジャンヌは宮廷から、母マティルドから相続したアルトワ伯領に引き下がり、余生を静かに過ごした後、1330年に死去した。 
ブランシュは、夫シャルルは事件当時家督相続権がなかったため、夫がフランス王シャルル4世として即位した1322年までの8年間、ガイヤール城の地下牢に幽閉され、マルグリットより緩和された処遇を受けた。 
義姉マルグリットと同様、獄中で王妃となったが、シャルル4世はブランシュの釈放を拒否し、さらに婚姻の無効を宣言した。教皇から許可が下りたため離婚となり、ブランシュはフランス王妃の称号を剥奪された。 
シャルル4世は前妻ブランシュの身元をポントワーズ近郊のモビュイソン女子修道院の尼僧に委託し、シャルルはその後すぐマリー・ド・リュクサンブールと再婚した。 
ブランシュは、長きにわたる地下牢での幽閉生活により体の健康を損ない、幽囚の身のまま1326年に死去した。

## 事件の余波と遺物
この事件は、その後の王位継承をめぐる議論の中でサリカ法が施行された一因となった。後世のフランス王家において、女性の王位継承権が一切否定される原因となり、さらに無関係であるフランスの王族・貴族女性達の名誉まで傷つけた。 
1316年にルイ10世が即位後に早世した際、マルグリットとの間に産まれた長女ジャンヌはルイ10世の実子であるか疑われ、相続権の是非を問われた。フランス貴族達は王族女性の王位継承に対し、ますます慎重になった。   
次男フィリップはサリカ法を唱え、姪である先王の王女ジャンヌをフランス王位継承から廃し、自らがフィリップ5世として即位した後に早世し、三男のシャルル4世は戴冠式の後の再婚後、2人の兄同様長くは生きられず、男性の相続人なしで死去した。 
シャルル4世存命中は、フィリップ4世の弟で叔父に当たるヴァロワ伯シャルルが推定王位継承者となり、3人目の王妃ジャンヌ・デヴルーが1326年より3年間、1年おきに懐妊しており、まだ王子誕生の可能性があったため、先述の叔父シャルルの長男ヴァロワ伯フィリップが摂政となり、王家は持ち堪えたが、ジャンヌ・デヴルーは男児を授からなかったため、カペー朝は断絶し、傍系であったヴァロワ伯フィリップが王位を継ぎ、フィリップ6世として即位しヴァロワ朝の始祖となった。 
一方、イングランド王となったイザベルの息子エドワード3世はフィリップ6世の存在にもかかわらず、フランス王位継承権を主張し、その後100年戦争(1337–1453)が起こった。  
この事件は後世のヨーロッパの文化にも影響を与え、宮廷愛のテーマを研究している学者たちは、不貞を犯した王妃の物語がネールの塔事件のスキャンダル直後、どの程度で世間の話題から消えるかを観察した。 
騎士達が処刑され、妃達は投獄され、フランス王家から追放されたという事実は、世間から注目を集め、大衆の娯楽となったことを明らかにしている。  
実際、歴史的文学作品の題材にされた。フランスの劇作家アレクサンドル・デュマは本事件をモデルに1832年、歴史秘話劇『ネールの塔』を書いた。  
長編歴史小説『呪われし王たち（Les rois maudits）』7巻シリーズの著者モーリス・ドリュオンは、最初の小説『鉄の王（Le Roi de fer ）』（1955年）で、ネールの塔事件の出来事とその後の処刑について、彼の豊かな想像力と魅力的な文章力により細密に表現・説明がなされている。 
1200年の建設当初は監視塔として建てられたネールの塔であったが、ルイ14世がパリの街の大幅な改造を行い、1665年には解体され、現存していない。1670年には中世以来の城壁も取り払われた。 